# Эниан, Георгиос

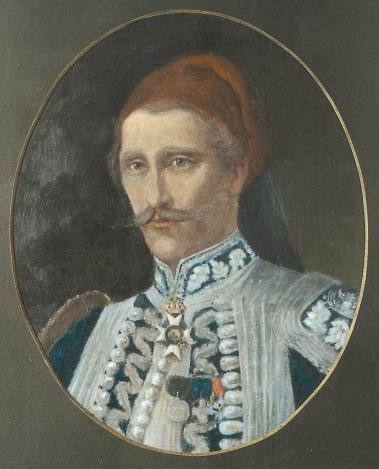
Георгиос Эниан

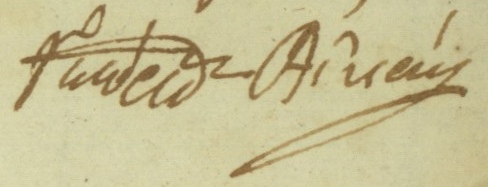
Подпись Георгиоса Эниана, из письма к Коллетису, 1828

Георгиос Эниан (греч. Γεώργιος Αινιάν,Маврило,Фтиотида1788 — Афины 1848.) — греческий политик и министр эпохи Освободительной войны 1821—1829 гг. и Греческого королевства.

## Биография
Родился в 1788 году в селе Маврило, Фтиотида, восточные склоны горы Тимфристос, в семье Захарии Эниана, священника и учителя. Первоначальная фамилия семьи была Иконому, но отец, под влиянием древней истории региона, избрал себе фамилию Эниан, по имени племени эниан, жившего здесь в древности. В 1806 году семья переселилась в Константинополь. Работая первоначально учителем на дому, отец вскоре стал преподавать в греческом лицее Константинополя (греч. Μεγάλη του Γένους Σχολή). В 1818 году Захариас Эниан и его сыновья Георгиос и Христодулос) были посвящены в тайное революционное общество Филики Этерия одним из его апостолов Анагностарасом.
Позже отец и братья посвятили в Этерию младшего брата Димитриоса. Дом Энианов стал местом сходок этеристов. После смерти Скуфаса, одного из трёх основателей Этерии, отец Эниан написал слогом Гомера и зачитал надгробную речь
.
Георгиос закончил греческий лицей Константинополя и преподавал детям Великого драгумана (переводчика османского флота) Мурузиса.
После посвящения в Этерию вернулся во Фтиотиду для подготовки восстания.

## Греческая революция
В ноябре 1821 года стал членом временного правительства восточной Средней Греции.
Впоследствии, в декабре 1821 года принял участие в Первом Национальном собрании в Эпидавре представляя восточную Среднюю Грецию. В апреле 1823 года был депутатом на Втором Национальном собрании в Аструс, где был назначен министром полиции.
В апреле 1826 года был депутатом Третьего Национального собрания.
Был инспектором армии Средней Греции.
После смерти военачальника Караискакиса, ему было доверено написать и произнести надгробную речь.
На Четвёртом Национальном собрании в Аргосе, летом 1829 года, представлял Ипати.

## Греческое королевство
После воссоздания греческого государства, в 1833 году, стал одним из 10 первых номархов (правителей номов) Греции
,
номархом острова Эвбея.
Политически принадлежал к так называемой «русской партии». В 1843 году был в составе Комитета шести, предложивших баварцу  королю Оттону  введение Конституции
.
Умер в Афинах в 1848 году